# 멕시코솜꼬리토끼
멕시코솜꼬리토끼(Sylvilagus cunicularius)는 토끼과에 속하는 솜꼬리토끼의 일종이다. 멕시코의 토착종으로 자연 서식지는 온대림과 아열대 또는 열대 기후 지역의 건조림과 목초지이다.

## 아종
- Sylvilagus cunicularius cunicularius
- Sylvilagus cunicularius insolitus
- Sylvilagus cunicularius pacificus